# Vlastimil Chalupa
Vlastimil Chalupa (* 17. října 1919 Ratenice) byl český a československý politik KSČ za normalizace ministr spojů Československé socialistické republiky.

## Biografie
Vystudoval reálku na Žižkově, pak vyšší odbornou školu sdělovací techniky, vojenskopolitické učiliště Josefa Hakena a Vysokou školu dopravní v Žilině. Od roku 1952 působil až do roku 1969 ve státní správě, postupně na vedoucích pozicích v oboru spojů. V roce 1970 se stal náměstkem československého ministra - předsedy výboru pro pošty a telekomunikace, od roku 1971 (po zrušení vládních výborů) náměstkem ministra spojů.
V květnu 1971 se stal ministrem spojů v československé první vládě Lubomíra Štrougala, přičemž toto portfolio si udržel i v následující druhé vládě Lubomíra Štrougala, třetí vládě Lubomíra Štrougala a čtvrté vládě Lubomíra Štrougala až do května 1986.